# Mia Begović
Mia Begović (Trpanj, 11. siječnja 1963.), hrvatska kazališna, televizijska i filmska glumica.

## Životopis
Mia Begović rođena je 11. siječnja 1963. u Trpnju, kao drugo dijete Terezije i Nikole Begovića, gdje se tri godine prije rodila njezina sestra Ena. Kasnije se preselila u Zagreb. 
Akademiju dramske umjetnosti završila je u Zagrebu 1986. godine. Za vrijeme studiranja počinju profesionalni angažmani u gotovo svim zagrebačkim kazalištima, na televiziji i filmu. Snimala je u gotovo svim državama bivše SFRJ. Gostovala je u svim većim gradovima u Hrvatskoj i inozemstvu. Upisala je poslijediplomski studij na Filozofskom fakultetu u Zagrebu.
Od 2002. godine članica je ansambla Satiričkog kazališta Kerempuh u Zagrebu.

## Privatni život
Godine 1990. udala se za proslavljenog vaterpolista Ronalda Lopatnyja, s kojim je godinu kasnije dobila kći Maju Lenu. Nakon razvoda, 2004. godine udala se za poduzetnika Željka Žnidarića. Par se razveo 2010., nakon šest godina braka.
Drugi suprug Mije Begović, Željko Žnidarić, umro je u listopadu 2018. u 69. godini života.

## Kazališne uloge
Uloge u Satiričkom kazalištu Kerempuh:
- D. Dukovski: Bure Baruta kao Tanja, Svetina žena
- M. Jergović: Šta je smiješno, bando lopovska? kao popisivačica
- E. Kishon: Zemlja varalica kao Gospođa B - agentica osiguranja
- E. Ensler: Vaginini monolozi
- G. Feydeau: Pa ne hodaj gola naokolo kao Suzana
- I. Balenović / B. Svrtan: Metastaze kao Lucija i dr. Pongračić-Weisner
- A. Tomić: Ljubav, struja, voda & telefon kao Luce
- M. McDonagh: Šepavi Jura od Kravarskog kao Amalija Rakijaš
- F. Hadžić: Prevaranti kao Eva
- N. V. Gogolj: Mrtve duše kao Feodulija Ivanovna
- B. Nušić / O. Frljić: Gospođa ministarka

Uloge u drugim kazalištima:
- M. Bulgakov: Majstor i Margarita (HNK u Zagrebu) kao Hella
- M. Crnjanski: Roman o Londonu (HNK u Zagrebu) kao Lady Park
- T. de Molina: Seviljski zavodnik i kameni uzvanik (HNK u Zagrebu) kao Dona Ana
- R. Marinković: Zajednička kupka (HNK u Zagrebu) kao Meza
- I. Gundulić: Osman (HNK u Zagrebu) kao Ljubica
- V. Kljaković: Teštament (DK Gavella) kao Paškva
- J. Kosor: Maske na paragrafima (DK Gavella) kao Ljubica
- J. W. Goethe: Ifigenija (Dubrovačke ljetne igre) kao Ifigenija
- M. Krleža: U logoru (ZKM)
- S. Mrožek: Portret (Teatar &TD) kao Anabella
- P. Pavličić: Olga i Lina (Teatar &TD) kao Olga
- M. Jurić Zagorka: Tajna krvavog mosta (Glumačka družina Histrion) kao barunica Lehotska
- E. Albee: Tko se boji Virginije Woolf (Beograd) kao Martha

## Filmografija

### Televizijske uloge
- Blago nama kao Lili Prosinečki (2020.)
- Periferija city kao Seka (2010.)
- Pečat kao Marija (2008. – 2009.)
- Zakon ljubavi kao Paulina Papić (2008.)
- Ponos Ratkajevih kao Sofia Walkovski (2007. – 2008.)
- Tata i zetovi kao Raviojla (2006. – 2007.)
- Zabranjena ljubav kao Barbara Drmić (2005.)
- Villa Maria kao Helena Jurak (2004. – 2005.)
- Neuništivi kao medicinska sestra (1990.)
- Ptice nebeske kao Anica (1989.)

### Filmske uloge
- Generalov carski osmijeh kao Vilma Kovačićek (2002.)
- Serafin, svjetioničarev sin kao guvernanta (2002.)
- Ante se vraća kući kao Nada (2001.)
- I dok je srca, bit će i Kroacije kao Olga Herak (1993.)
- Djevojčice sa šibicama kao sestra #2 (1991.)
- Kapetan Amerika kao mlada Talijanka (1990.)
- Školjka šumi (1990.)
- Najbolji kao Dina (1989.)
- U sredini mojih dana kao garderobijerka (1988.)
- Azra kao Marina (1988.)
- Heroj ulice kao Dijana (1986.)
- Mala privreda kao Jovanova ljubavnica (1986.)
- Lijepe žene prolaze kroz grad (1986.)
- Od zlata jabuka kao Renata (1986.)
- Eter (1985.)
- Anticasanova (1985.)

## Vanjske poveznice
- Mia Begović u internetskoj bazi filmova IMDb-u (engl.)